# Sourire d'enfer
Sourire d'enfer (Braceface) est une série télévisée d'animation canadienne en 78 épisodes de 23 minutes, créée par Melissa Clark, produite par Nelvana et diffusée entre le 2 juin 2001 et le 1er septembre 2004 sur Teletoon.
Au Québec, les deux premiers épisodes ont été diffusés les 30 juin et 1er juillet 2001 puis régulièrement à partir du 22 août 2001 sur Télétoon, et en France à partir du 9 janvier 2002 sur France 3 dans Les Minikeums. Elle fut éventuellement rediffusée dans TO3 et France Truc jusqu'en 2005 et sera brièvement rediffusé dans Toowam entre décembre 2006 et janvier 2007, et une dernière fois à l'été 2008. La série fut également diffusée sur Télétoon+ de 2004 à 2013. En Belgique, la série fut diffusée sur Club RTL. Elle reste toutefois inédite en Suisse.

## Synopsis
Cette série raconte la vie quotidienne de Charlotte Spitz, treize ans, et de ses amis Maria et Grégoire. Charlotte doit surpasser des problèmes de divorce avec ses parents… Elle porte des bagues dentaires métalliques qui lui donnent une apparence difficile à assumer et qui la perturbent avec les effets magnétiques.

## Épisodes

### Première saison (2001-2002)
1. En plein dans les dents (Brace Yourself)
2. Coup de foudre (Crushed)
3. 5 points qui m'énervent vraiment à ton sujet (5 Things That Really Bug Me About You)
4. Dr Spitz, psychologue (The Doctor Is In)
5. Au cœur du problème (The Meat of the Matter)
6. Nouveau look (The Makeover)
7. Messages entrecroisés (Mixed Messages)
8. L'Horreur du premier rendez-vous (The Worst First Date Ever)
9. Une histoire de divorce (The Divorce Thing)
10. En voiture, Mademoiselle Charlotte (Driving Miss Sharon)
11. 24 heures top chrono (Twenty Four Hours)
12. Projet Pickford (The Pickford Project)
13. La Vie à Miami (Miami Vices)
14. À toi de choisir (Take That)
15. L'Élection (The Election)
16. La Belle Vie (The Good Life)
17. Le Secret (The Secret)
18. Connexion et dissection (Dissection Connection)
19. C'est ma vie (Whose Life Is It, Anyway?)
20. Plus facile à dire qu'à faire (The Easy Way Out)
21. Une chance sur deux (Skipping)
22. Le Camp Kookalah (Camp Kookalah)
23. Les anges sont parmi nous (Angels Among Us)
24. Confusion sentimentale (Stormy Weather)
25. Rien ne va plus (Twisted)
26. La Chouchoute (Teacher's Pet)

### Deuxième saison (2002-2003)
1. Le Tissu social (The Social Fabric)
2. Bon anniversaire Charlotte (14 Candles)
3. Au travail (Working Girl)
4. Cher Arnaud (Dear Alden)
5. Excès de zèle maternel (Mommy Nearest)
6. Conseils et confession (The Friend Zone)
7. La Peau et les os (Skin Deep)
8. À rebrousse poil (Vanity Fur)
9. Hyper-branchés (The Coolest)
10. Lutte d'influences (Triangles)
11. Zone grise (Grey Matters)
12. Lorenza (Lorenza)
13. Regrets (Second Thoughts)
14. Liberté, fraternité… responsabilité (Home Alone)
15. Que la vraie Miss compréhension se lève (Miss Understanding)
16. Oiseau de malheur (For The Birds)
17. La dure école de la vie (Oh, Grow Up!)
18. Génésis (Genesis)
19. Le Nez de Nina (Nina's Nose Job)
20. Bébé boom (Baby Think-About-It)
21. Charlotte s'en va-t-en guerre (Ms. Spitz Goes To Warsch And Stone)
22. Tous les chemins mènent à Rome… (When in Rome…)
23. La guerre des sexes (Pegged)
24. Le jeu de la vérité (Aliens)
25. Marcello en Amérique (When in Elkford…)
26. Mortel ennui (Up In Smoke)

### Troisième saison (2003-2004)
1. Superstitions (Lucky Break)
2. Drôle de sciences (Weird Science)
3. La rançon de la gloire (She Got Game)
4. Souvenirs d'antan (Remember When)
5. La tête de l'emploi (Funny Business)
6. À toute pompe (Busted)
7. La muse s'amuse (The Beat Goes On)
8. L'entremetteuse (Game, Set Up & Match)
9. Pendant ton sommeil (While You Were Sleeping)
10. Crise d'identité (Identity Crisis)
11. Un jour mon prince viendra (A Knight to Remember)
12. Des canards et un couac (Just Quacks)
13. La Petite Amie de Xavier (Griffin's Girl)
14. Pauvre Richard (Poor Richard)
15. Mon sourire d’enfer, leçon n°1 (My Big Fat Braceface Life)
16. Retour à la case départ (Clean Slate)
17. Un très long week-end (The Loooong Weekend)
18. L'Âge du cœur (Act Your Age)
19. Une vie de chien (A Dog's Life)
20. L'Effet domino (The Domino Effect)
21. Que la véritable Charlotte se lève (The Father Factor)
22. Vas-y, Charlotte (All About Sharon)
23. Trop, c'est trop ! (23's a Crowd)
24. Lumières, caméra, ego ! (Lights! Camera! Ego!)
25. À bas le végétarisme (Vegging Out)
26. Un acte de foi (Leap of Faith)

## Voix

### Doublage anglophone
- Alicia Silverstone (saisons 1 et 2) puis Stacey DePass (saison 3) : Sharon Spitz

### Doublage québécois
- Sophie Léger : Charlotte Spitz
- Élise Bertrand : Hélène Spitz
- Daniel Picard : Dr Eustache
- Martin Watier : Guillaume Spitz
- Sébastien Reding : Grégoire
- Aline Pinsonneault : Maria Wong
- Carole Chatel : Hélène Lambert
- Julie Burroughs : Nina Lambert
- Natalie Hamel-Roy : Christy Roy
- Lisette Dufour : Véronique Grenier
- Philippe Martin : Brice
- Joël Legendre : Arnaud Jaulin
- Geneviève Angers : Alice
- Tristan Harvey : Professeur Hopoff
- Maxime Séguin-Durand (S1) puis Johanne Lebrun : Julien Spitz

 Source et légende : version québécoise (VQ) sur Doublage.qc.ca